# Bourmont

Bourmont este o comună în departamentul Haute-Marne din nord-estul Franței. În 2009 avea o populație de 528 de locuitori.

## Evoluția populației
| An        | 1975 | 1982 | 1990 | 1999 | 2006 | 2009 |
| --------- | ---- | ---- | ---- | ---- | ---- | ---- |
| Populație | 697  | 571  | 598  | 533  | 552  | 528  |

## Personalități născute aici
- Albin Michel (1873 - 1943), editor.